# Campeonato Asiático de Atletismo de 2011 - Salto em altura masculino
A prova do salto em altura masculino do Campeonato Asiático de Atletismo de 2011 foi disputada no dia 9 de julho de 2011 no Kobe Universiade Memorial Stadium em Kobe,  no Japão. 

## Recordes
Antes desta competição, os recordes mundiais e do campeonato nesta prova eram os seguintes:
|                       | Nome             | Nacionalidade | Altura  | Local     | Data                |
| --------------------- | ---------------- | ------------- | ------- | --------- | ------------------- |
| Recorde mundial       | Javier Sotomayor | Cuba          | 2m 45cm | Salamanca | 27 de julho de 1993 |
| Recorde do campeonato | Lee Jin-Taek     | Coreia do Sul | 2m 32cm | Jacarta   | 1995                |
| Recorde asiático      | Zhu Jianhua      | China         | 2m 39cm | Eberstadt | 10 de junho de 1984 |

Os seguintes recordes foram estabelecidos durante esta competição: 
| Data       | Evento | Atleta             | Nacionalidade | Altura  | Notas                 |
| ---------- | ------ | ------------------ | ------------- | ------- | --------------------- |
| 9 de julho | Final  | Mutaz Essa Barshim | Catar         | 2m 35cm | Recorde do campeonato |

## Medalhistas
| Ouro                     | Prata                  | Bronze          |
| Mutaz Essa Barshim (QAT) | Majd Eddin Ghaza (SYR) | Wang Chen (CHN) |

## Cronograma
Todos os horários são locais (UTC+9).
| Data       | Hora  | Evento |
| ---------- | ----- | ------ |
| 9 de julho | 16:30 | Final  |

## Final
A final da prova ocorreu dia 9 de julho às 16:30. 
| Posição           | Atleta                 | Nacionalidade  | 2.00 | 2.05 | 2.10 | 2.15 | 2.18 | 2.21 | 2.24 | 2.26 | 2.28 | 2.33 | 2.35 | 2.38 | Notas                |
| ----------------- | ---------------------- | -------------- | ---- | ---- | ---- | ---- | ---- | ---- | ---- | ---- | ---- | ---- | ---- | ---- | -------------------- |
| Medalha de ouro   | Mutaz Essa Barshim     | Catar          | –    | –    | xo   | o    | o    | o    | o    | o    | o    | o    | xo   | xx   | ,,                   |
| Medalha de prata  | Majd Eddin Ghazal      | Síria          | –    | o    | o    | o    | o    | o    | xo   | xo   | xxo  |      |      |      | Recorde nacional     |
| Medalha de bronze | Wang Chen              | China          | –    | o    | o    | o    | o    | o    | o    | xxo  | xxx  |      |      |      | Recorde da temporada |
| 4                 | Takashi Eto            | Japão          | –    | –    | –    | o    | xo   | o    | xxo  | xxx  |      |      |      |      | Recorde pessoal      |
| 5                 | Naoto Tobe             | Japão          | –    | –    | –    | o    | o    | o    | xxx  |      |      |      |      |      |                      |
| 6                 | Keyvan Ghanbarzadeh    | Irão           | –    | o    | xo   | o    | o    | xxx  |      |      |      |      |      |      |                      |
| 7                 | Hsiang Chun-Hsien      | Taipé Chinesa  | o    | o    | xxo  | o    | xxo  | xxx  |      |      |      |      |      |      |                      |
| 8                 | Rashid Ahmed Al-Mannai | Catar          | –    | o    | o    | –    | xxx  |      |      |      |      |      |      |      |                      |
| 8                 | Zhang Guowei           | China          | –    | –    | o    | o    | –    | xxx  |      |      |      |      |      |      |                      |
| 10                | Yun Je-Hwan            | Coreia do Sul  | –    | –    | o    | xxx  |      |      |      |      |      |      |      |      |                      |
| 11                | Sergey Zasimovich      | Cazaquistão    | –    | o    | xo   | xxx  |      |      |      |      |      |      |      |      |                      |
| 12                | N.A.M. Alyami          | Arábia Saudita | o    | o    | xxx  |      |      |      |      |      |      |      |      |      |                      |
| 13                | Chan Chi-shing         | Hong Kong      | o    | xxx  |      |      |      |      |      |      |      |      |      |      |                      |
| –                 | Lui Tsz Hin Daniel     | Hong Kong      | xxx  |      |      |      |      |      |      |      |      |      |      |      | NM                   |

Legenda
| Recorde mundial       | Recorde mundial (World record)               |                       | Recorde africano                      | Recorde africano (African) |                                           | Q | Classificado por posição (Qualified) |
| Recorde do campeonato | Recorde do campeonato (Championship record)  | Recorde da América    | Recorde da América (Americas)         | q                          | Classificado por melhor tempo (Qualified) |   |                                      |
| Melhor marca do ano   | Melhor marca do ano (World leading)          | Recorde asiático      | Recorde asiático (Asian)              | DNS                        | Não largou (Did not start)                |   |                                      |
| Recorde nacional      | Recorde nacional (National record)           | Recorde europeu       | Recorde europeu (European)            | DNF                        | Não terminou (Did not finish)             |   |                                      |
| Recorde pessoal       | Recorde pessoal do atleta (Personal best)    | Recorde da Oceania    | Recorde da Oceania (Oceania)          | DSQ / DQ                   | Desclassificado (Disqualified)            |   |                                      |
| Recorde da temporada  | Recorde da temporada do atleta (Season best) | Recorde sul-americano | Recorde sul-americano (South America) | NM                         | Sem marca (No mark)                       |   |                                      |